# Qatar Ladies Open 2025 - Qualificazioni singolare
Le qualificazioni del singolare femminile del Qatar Ladies Open 2025 sono state un torneo di tennis preliminare per accedere alla fase finale della manifestazione disputate il 7 e 8 febbraio 2025. Le vincitrici dell'ultimo turno sono entrate di diritto nel tabellone principale. In caso di ritiro di una o più giocatrici aventi diritto, a queste sono subentrate le lucky loser, ossia le giocatrici che avevano perso nell'ultimo turno ma che avevano una classifica più alta rispetto alle altre partecipanti che avevano comunque perso nel turno finale.

## Teste di serie
1. Veronika Kudermetova (qualificata)
2. Yuan Yue (spostata nel tabellone principale)
3. Polina Kudermetova (ultimo turno, lucky loser)
4. Moyuka Uchijima (qualificata)
5. Renata Zarazúa (ultimo turno, lucky loser)
6. Katie Volynets (qualificata)
7. Kamilla Rachimova (primo turno)
8. Varvara Gracheva (ultimo turno)

1. Ėrika Andreeva (ultimo turno)
2. Laura Siegemund (ultimo turno)
3. Taylor Townsend (primo turno)
4. Greet Minnen (qualificata)
5. Alycia Parks (qualificata)
6. Sonay Kartal (ultimo turno)
7. Hailey Baptiste (primo turno, ritirata)
8. Anna Bondár (primo turno)

## Qualificate
1. Veronika Kudermetova
2. Cristina Bucșa
3. Alycia Parks
4. Moyuka Uchijima

1. Greet Minnen
2. Katie Volynets
3. Elena-Gabriela Ruse
4. Aoi Itō

### Lucky loser
1. Polina Kudermetova

1. Renata Zarazúa

## Tabellone

### Legenda
| - Q = Qualificato - WC = Wild card - LL = Lucky loser | - ALT = Alternate - SE = Special Exempt - PR = Protected Ranking | - w/o = Walkover - r = Ritirato - d = Squalificato |

### Sezione 1
|  | Primo turno | Primo turno          | Primo turno          | Primo turno | Primo turno |  |  | Ultimo turno | Ultimo turno         | Ultimo turno | Ultimo turno | Ultimo turno |  |
|  |             |                      |                      |             |             |  |  |              |                      |              |              |              |  |
|  | 1           | Veronika Kudermetova | Veronika Kudermetova | 6           | 6           |  |  |              |                      |              |              |              |  |
|  |             | Sara Errani          | Sara Errani          | 4           | 1           |  |  | 1            | Veronika Kudermetova | 6            | 68           | 6            |  |
|  |             | Nao Hibino           | Nao Hibino           | 1           | 0           |  |  | 9            | Ėrika Andreeva       | 1            | 7            | 3            |  |
|  | 9           | Ėrika Andreeva       | Ėrika Andreeva       | 6           | 6           |  |  |              |                      |              |              |              |  |

### Sezione 2
|  | Primo turno | Primo turno         | Primo turno    | Primo turno | Primo turno |  |  | Ultimo turno | Ultimo turno    | Ultimo turno    | Ultimo turno | Ultimo turno |  |
|  |             |                     |                |             |             |  |  |              |                 |                 |              |              |  |
|  | Alt         | Ulrikke Eikeri      | Ulrikke Eikeri | 1           | 0           |  |  |              |                 |                 |              |              |  |
|  |             | Cristina Bucșa      | Cristina Bucșa | 6           | 6           |  |  |              | Cristina Bucșa  | Cristina Bucșa  | 6            | 7            |  |
|  |             | Julija Starodubceva | 6              | 2           | 4           |  |  | 10           | Laura Siegemund | Laura Siegemund | 2            | 62           |  |
|  | 10          | Laura Siegemund     | 2              | 6           | 6           |  |  |              |                 |                 |              |              |  |

### Sezione 3
|  | Primo turno | Primo turno         | Primo turno         | Primo turno | Primo turno |  |  | Ultimo turno | Ultimo turno       | Ultimo turno       | Ultimo turno | Ultimo turno |  |
|  |             |                     |                     |             |             |  |  |              |                    |                    |              |              |  |
|  | 3           | Polina Kudermetova  | Polina Kudermetova  | 6           | 6           |  |  |              |                    |                    |              |              |  |
|  | WC          | Zheng Saisai        | Zheng Saisai        | 1           | 3           |  |  | 3            | Polina Kudermetova | Polina Kudermetova | 3            | 2            |  |
|  | PR          | Ysaline Bonaventure | Ysaline Bonaventure | 1           | 0           |  |  | 13           | Alycia Parks       | Alycia Parks       | 6            | 6            |  |
|  | 13          | Alycia Parks        | Alycia Parks        | 6           | 6           |  |  |              |                    |                    |              |              |  |

### Sezione 4
|  | Primo turno | Primo turno          | Primo turno  | Primo turno | Primo turno |  |  | Ultimo turno | Ultimo turno    | Ultimo turno    | Ultimo turno | Ultimo turno |  |
|  |             |                      |              |             |             |  |  |              |                 |                 |              |              |  |
|  | 4           | Moyuka Uchijima      | 6            | 2           | 6           |  |  |              |                 |                 |              |              |  |
|  |             | Anastasija Zacharova | 3            | 6           | 3           |  |  | 4            | Moyuka Uchijima | Moyuka Uchijima | 6            | 6            |  |
|  |             | Chloé Paquet         | Chloé Paquet | 1           | 5           |  |  | 14           | Sonay Kartal    | Sonay Kartal    | 4            | 3            |  |
|  | 14          | Sonay Kartal         | Sonay Kartal | 6           | 7           |  |  |              |                 |                 |              |              |  |

### Sezione 5
|  | Primo turno | Primo turno       | Primo turno   | Primo turno | Primo turno |  |  | Ultimo turno | Ultimo turno   | Ultimo turno | Ultimo turno | Ultimo turno |  |
|  |             |                   |               |             |             |  |  |              |                |              |              |              |  |
|  | 5           | Renata Zarazúa    | 6             | 2           |             |  |  |              |                |              |              |              |  |
|  |             | Darja Semeņistaja | 2             | 1           | r           |  |  | 5            | Renata Zarazúa | 1            | 6            | 1            |  |
|  |             | Jule Niemeier     | Jule Niemeier | 3           | 1           |  |  | 12           | Greet Minnen   | 6            | 3            | 6            |  |
|  | 12          | Greet Minnen      | Greet Minnen  | 6           | 6           |  |  |              |                |              |              |              |  |

### Sezione 6
|  | Primo turno | Primo turno     | Primo turno     | Primo turno | Primo turno |  |  | Ultimo turno | Ultimo turno    | Ultimo turno | Ultimo turno | Ultimo turno |  |
|  |             |                 |                 |             |             |  |  |              |                 |              |              |              |  |
|  | 6           | Katie Volynets  | Katie Volynets  | 6           | 6           |  |  |              |                 |              |              |              |  |
|  | WC          | İpek Öz         | İpek Öz         | 2           | 1           |  |  | 6            | Katie Volynets  | 6            | 6            | 6            |  |
|  |             | Rebeka Masarova | Rebeka Masarova | 7           |             |  |  |              | Rebeka Masarova | 1            | 7            | 1            |  |
|  | 15          | Hailey Baptiste | Hailey Baptiste | 5           | r           |  |  |              |                 |              |              |              |  |

### Sezione 7
|  | Primo turno | Primo turno         | Primo turno       | Primo turno | Primo turno |  |  | Ultimo turno | Ultimo turno        | Ultimo turno        | Ultimo turno | Ultimo turno |  |
|  |             |                     |                   |             |             |  |  |              |                     |                     |              |              |  |
|  | 7           | Kamilla Rachimova   | Kamilla Rachimova | 1           | 3           |  |  |              |                     |                     |              |              |  |
|  |             | Daria Saville       | Daria Saville     | 6           | 6           |  |  |              | Daria Saville       | Daria Saville       | 3            | 4            |  |
|  |             | Elena-Gabriela Ruse | 6                 | 64          | 6           |  |  |              | Elena-Gabriela Ruse | Elena-Gabriela Ruse | 6            | 6            |  |
|  | 11          | Taylor Townsend     | 3                 | 7           | 2           |  |  |              |                     |                     |              |              |  |

### Sezione 8
|  | Primo turno | Primo turno               | Primo turno               | Primo turno | Primo turno |  |  | Ultimo turno | Ultimo turno     | Ultimo turno     | Ultimo turno | Ultimo turno |  |
|  |             |                           |                           |             |             |  |  |              |                  |                  |              |              |  |
|  | 8           | Varvara Gracheva          | Varvara Gracheva          | 6           | 6           |  |  |              |                  |                  |              |              |  |
|  |             | Anna Karolína Schmiedlová | Anna Karolína Schmiedlová | 4           | 1           |  |  | 8            | Varvara Gracheva | Varvara Gracheva | 2            | 4            |  |
|  |             | Aoi Itō                   | 4                         | 6           | 6           |  |  |              | Aoi Itō          | Aoi Itō          | 6            | 6            |  |
|  | 16          | Anna Bondár               | 6                         | 3           | 3           |  |  |              |                  |                  |              |              |  |